# Одиа, Чиди
Чи́ди О́диа (англ. Chidi Odiah; род. 17 декабря 1983, Порт-Харкорт) — нигерийский футболист, защитник. Выступал за сборную Нигерии. Обладатель Кубка УЕФА в составе ЦСКА.

## Биография
Родился 17 декабря 1983 года в городе Порт-Харкорт, в бедной семье, в которой уже было пятеро детей. Рано увлёкся футболом, участвовал в «чемпионатах»[уточнить] районов своего города. На одном из этих соревнований его заметили скауты футбольного клуба «Игл Семент», с которым он вскоре заключил контракт. За «Игл Семент» Одиа играл до 1999 года. В 2000 году он перешёл в клуб «Юлиус Бергер».
В 2001 году перебрался в молдавский клуб «Шериф» Тирасполь. В этом же году стал обладателем юношеского Кубка Африки. В составе «Шерифа» четырежды становился чемпионом Молдавии, дважды обладателем Кубка Молдавии и один раз обладателем Кубка чемпионов Содружества. 

### ЦСКА
В 2004 году Одиа заключил контракт с московским ЦСКА, дебютировал в матче против «Ростова» 7 апреля 2004 года, выйдя в основном составе. В 2004—2005 годах с командой выиграл Кубка УЕФА, стал чемпионом России, а также обладателем Кубка страны, постоянно выходя в основном составе. Однако затем он получил травму колена, за которой последовала неудачная операция, и в последующие два года он практически не появлялся на поле. В сезоне 2008 года он снова сумел застолбить за собой место на правом фланге обороны. В сезоне 2009 года стал проигрывать конкуренцию за появление в стартовом составе, чаще оказываясь на скамейке запасных. Сезон 2010 года Одиа вновь начал в качестве игрока «основы». Так продолжалось до майского матча с «Тереком», в котором он забил гол, но также отметился красной карточкой за удар Андрея Кобенко. После этой игры Одиа получил четырёхматчевую дисквалификацию, которая впоследствии была сокращена до 2 матчей. В дальнейшем в том сезоне Одиа провёл всего три игры; столько же в следующем сезоне. 16 февраля 2012 года расторг контракт по обоюдному согласию сторон. После этого завершил карьеру, хотя на момент ухода из ЦСКА ему было 28 лет. За 8 лет выступлений за армейский клуб Одиа стал обладателем Кубка УЕФА, дважды чемпионом России, пять раз — обладателем Кубка и трижды — Суперкубка России.

## Карьера в сборной
Чиди представлял свою страну на различных молодежных уровнях. Выступал за сборную Нигерии до 17 лет на молодежном чемпионате Африки (победитель турнира). На следующем турнире, Meridian Cup, он был капитаном команды. Его дебютный матч в старшей команде состоялся в сентябре 2004 года в матче против сборной Зимбабве. Также Чиди дважды выигрывал бронзовые медали в составе взрослой сборной Нигерии на Кубке африканских наций — 2006, 2010 гг.

## Достижения
«Шериф»
- Чемпион Молдавии (4): 2000/01, 2001/02, 2002/03, 2003/04
- Обладатель Кубка Молдавии (2): 2000/01, 2001/02
- Обладатель Суперкубка Молдавии (1): 2003
- Обладатель Кубка чемпионов Содружества (1): 2003

ЦСКА
- Чемпион России (2): 2005, 2006
- Обладатель Кубка России (5): 2004/05, 2005/06, 2007/08, 2008/09, 2010/11
- Обладатель Суперкубка России (3): 2004, 2006, 2009
- Обладатель Кубка УЕФА (1): 2004/05

### Сборная Нигерии
- Обладатель юношеского Кубка Африки (1): 2001

## Статистика выступлений за ЦСКА
| Соревнование                 | Игры | Голы | ЖК | КК |
| ---------------------------- | ---- | ---- | -- | -- |
| Чемпионат России             | 104  | 3    | 21 | 1  |
| Кубок России                 | 15   | 0    | 1  | 0  |
| Суперкубок России по футболу | 1    | 1    | 1  | 0  |
| Еврокубки                    | 31   | 1    | 8  | 1  |
| Всего                        | 151  | 5    | 31 | 2  |